# Isabel Moreira
Isabel de Lima Mayer Alves Moreira (1976) es una jurista y política portuguesa. Diputada en la Asamblea de la República desde 2011, integrada dentro del grupo parlamentario del Partido Socialista (PS), se ha distinguido por su reivindicación de los derechos LGBT, así como por su condición de voz crítica en el debate público del PS.

## Biografía
Nacida el 2 de abril de 1976 en Río de Janeiro en el seno de una familia acomodada con 5 hermanos, es hija del ministro salazarista Adriano Moreira, entonces en el exilio brasileño tras la Revolución de los Claveles.
Llegó a Portugal a los dos años de edad, y estudió en el lisboeta colegio Mira Rio, vinculado al Opus Dei, circunstancia que terminó alejándola de la religión. Cursó estudios universitarios en la Facultad de Derecho de la Universidad de Lisboa, especializándose en derecho constitucional.
Moreira, que trabajó como asesora jurídica del ministro de Asuntos Extranjeros Luís Amado, fue elegida diputada en la Asamblea de la República en las elecciones legislativas de 2011 dentro de las listas del Partido Socialista (aunque entonces no era militante). En su primera legislatura en el parlamento portugués rompió la disciplina de partido en la votación de la reforma del Código Laboral. Se afilió al partido hacia 2013. Ha reivindicado con ahínco los derechos LGBT, como el matrimonio entre personas del mismo sexo, el derecho a la adopción por parte de parejas homosexuales, o la aprobación de la Ley de Identidad de Género de 2011, que reconoce diferentes derechos a las personas transexuales. Renovó su escaño de diputada en las elecciones de 2015 y 2019.

## Obras
- — (2004). Pessoas Só. Prefácio Editora.[3]
- — (2007). Quando Uma Palavra não Basta. Prefácio Editora.[3]
- — (2011). Ansiedade. Arcádia.[3]